# 江村站
江村站，位于中国广州市白云区江高镇江村，是一个采用双向三级七场混合式站型的特等编组站，纵向10公里，为华南最大的铁路货物综合作业站。车站担负京广铁路、广深铁路、广茂铁路、广珠铁路列车解编和广州地区各站货物列车出发、解编作业、京广线上行旅客列车的通过作业，以及大朗、江高镇、郭塘站等站区的货车取送。
江村站原为1906年9月粤汉铁路修建时的6股道中间站，位于广州北郊的石井乡。1960年定为编组站，逐渐发展到有30条股道、一级三场横列式二等编组站。1986年作为衡广复线工程一部分，于郭塘至江高镇上下行正线中间新建本站，时名广州北站，1989年2月投入使用，设二级四场，同时原广州北站改称棠溪站。1999年9月15日本站更名为江村站。2012年10月，首趟廣珠鐵路货运列车開行。
江村车站同时是广深铁路公司下辖的直属车站，管辖京广铁路郭塘站-大朗站区间、广珠铁路和南沙港铁路各站。